# Christina Trefny
Christina Trefny (* 4. Juli 1976 in Salzburg) ist eine österreichische Schauspielerin und Sprecherin.

## Leben
Trefny erhielt ab 2000 eine Ausbildung an der Schauspielschule Krauss, die sie 2004 abschloss.
Seit 2003 ist sie als Schauspielerin tätig und stand seitdem unter anderem am Volkstheater Wien, bei den Wiener Festwochen, am Ronacher, am Theater der Jugend Wien, am Wiener Metropol und am Theater Drachengasse auf der Bühne. Seit 2008 ist sie Ensemblemitglied am Theater im Wohnzimmer.
Seit 2005 ist sie in Fernseh- und Kinoproduktionen zu sehen, unter anderem spielte sie 2017 in der Folge Virus der Krimireihe Tatort die Rolle der Barbara Reuss. Im Ende 2021 erstmals ausgestrahlten ORF-Landkrimi Flammenmädchen mit Manuel Rubey als Martin Merana verkörperte sie die Rolle der Kinderbuchlektorin Marlis Hochgatterer, die Merana aus ihrer Jugendzeit kennt und mit dem sie eine Affäre beginnt.
Neben ihrer Tätigkeit als Schauspielerin ist Trefny auch als Sprecherin tätig, unter anderem seit 2010 als Station-Voice von Servus TV, für Dokumentation, etwa für die Filmreihe Terra Mater, „Spitzenköche im Ikarus“ oder als Voice-Over-Stimme für Ö1.

## Filmografie (Auswahl)
- 2005: Vier Frauen und ein Todesfall – Warm Abgetragen (Fernsehserie)
- 2006: Thule (Fernsehfilm)
- 2010: Helden (Kurzfilm)
- 2011: Die Tage davor (Kurzfilm)
- 2015: Heimspiel (Fernsehpilot)
- 2016: Drei Tage Nacht (Kinofilm)
- 2016: CopStories – Na Hawedere (Fernsehreihe)
- 2017: Die beste aller Welten (Kinofilm)
- 2017: Tatort: Virus (Fernsehreihe)
- 2020: Das Glück ist ein Vogerl (Fernsehfilm)
- 2021: SOKO Donau/SOKO Wien – Männlich, ledig, unbefriedigt (Fernsehserie)
- 2021: Landkrimi – Flammenmädchen (Fernsehreihe)
- 2022: Der Tod kommt nach Venedig (Fernsehfilm)
- 2023: Mandy und die Mächte des Bösen (Fernsehserie)
- 2024: Pfau – Bin ich echt?

## Hörbuch
- 2014: Ich weiß nicht, warum ich noch lebe von Fritz Orter, gelesen von Fritz Orter, Florentin Groll und Christina Trefny, Ecowin Salzburg, ISBN 978-3-7110-5126-4